# Setouchi Triennale
Die Setouchi Triennale (japanisch 瀬戸内国際芸術祭 Setouchi-kokusai-geijutsusai) ist ein internationales Kunstfestival, das alle drei Jahre an mehreren Orten in der japanischen Seto-Inlandsee stattfindet. Die Region mit ihren zahlreichen Inseln ist seit Jahren von Abwanderung und Überalterung betroffen. Durch das Kunstfestival soll die Region kulturell gefördert werden. Es zeichnet sich durch zeitgenössische Kunstinstallationen aus für die auch oft alte, verlassene Häuser und Fabrikgebäude umgenutzt werden. Das Festival fand 2010 zum ersten Mal statt. Ähnliche Kunstfestivals innerhalb Japans sind die Echigo-Tsumari Art Triennale in den Bergen von Niigata und die Yokohama Triennale.

## Liste der Teilnehmenden Inseln und Orte
| Teilnehmer | Koordinaten         | Zusammenfassung | Bild                                           |
| ---------- | ------------------- | --- | ---------------------------------------------- |
| Naoshima   | 34.458°N, 133.983°E | Auf der rund 8 km² großen Insel befinden sich zahlreiche Kunstmuseen und -installationen, darunter das von Tadao Andō entworfene Chichu Art Museum, das Benesse House Museum, das Lee Ufan Museum und Art House Projekte. |                                                |
| Teshima    | 34.48°N, 134.076°E  | Kunstinstallationen auf Teshima umfassen beispielsweise das Teshima Art Museum, das von Künstler Rei Naito und Architekt Ryue Nishizawa entworfen wurde. In der Nähe wurden anlässlich der Triennale im Rahmen des Teshima Terraced Rice Field Project Reisterrassen wieder bewirtschaftet, die ein attraktives Landschaftsbild bieten. Ein weiteres Kunstmuseum ist das Teshima Yokoo House. | Benesse House Museum                           |
| Megijima   | 34.395°N, 134.05°E  | In der Nähe des Hafens befinden sich einige Kunstinstallationen. Besonders auffällig ist eine Nachahmung einer Moai-Statue, die der Stadt Takamatsu gespendet wurde. |                                                |
| Ogijima    | 34.428°N, 134.061°E | Eine Kunstinstallation namens „Ogijimas Seele“ befindet sich direkt am Hafen (siehe Bild). | Kunstinstallation „Ogijimas Seele“             |
| Shōdoshima | 34.514°N, 134.286°E | Mehrere im Rahmen der Triennale aufgestellte Kunstwerke befinden sich unter anderem im Kusakabe- und Sakate-Hafen. |                                                |
| Ōshima     | 34.407°N, 134.107°E | Zu den Kunstinstallationen zählt das Blue Sky Aquarium in der Nähe des Hafens. | Kunstinstallation Blue Sky Aquarium auf Ōshima |
| Inujima    | 34.563°N, 134.102°E | Auf der Insel sind unter anderem fünf Art House Galerien verteilt. Zudem befindet sich dort das Inujima Seirensho Art Museum, bei dem es sich um eine ehemalige Kupferraffinerie handelt, die in ein Kunstprojekt umgewandelt wurde (siehe Bild). | Inujima Seirenshi Art Museum                   |
| Shamijima  | 34.352°N, 133.828°E | Shamijima befindet sich auf der Südseite der 1988 fertiggestellten Seto-Ōhashi. |                                                |
| Honjima    | 34.386°N, 133.774°E | Auf der Insel befinden sich mehrere Kunstinstallationen, darunter beispielsweise „Bottom Sky“ von Alexander Ponomarev. | Luftbild von Honjima                           |
| Takamijima | 34.315°N, 133.673°E | Die Kunstinstallationen umfassen unter anderem „Merry Gates“ von Haruyuki Uchida (siehe Bild) und das Tadotsu Town Project von Kenichi Obana. | Merry Gates                                    |
| Awashima   | 34.272°N, 133.633°E | Auf der Insel befindet sich das Awashima Artists’ Village und ein kleines Museum, das vom Meeresgrund geborgene Objekte ausstellt. |                                                |
| Ibukijima  | 34.133°N, 133.533°E | Kunstprojekte umfassen unter anderem das „Toilettenhaus“, einen öffentlicher Waschraum, und den „Baum von Ibuki“. |                                                |
| Takamatsu  | 34.343°N, 134.047°E | Zu den Kunstprojekten zählen unter anderem der von Architekt Yoshiyuki Kawazoe designte Eingang zum Shikokumura Museum und ein 40 m langes und 5 m hohes Panoramagemälde von Toyomi Hoshina, das Szenen aus der Schlacht von Yashima zeigt, die am 22. März 1185 in Takamatsu stattfand. | Kunstinstallation im Hafen von Takamatsu       |
| Uno-Hafen  | 34.492°N, 133.954°E | Am im Süden Tamanos gelegenen Hafen wurden mehrere Kunstinstallationen aufgestellt, darunter eine aus Recyclingmaterialien erstellte Fischskulptur (siehe Bild). | Kunstinstallation im Uno-Hafen                 |